# Shaun Goater
Leonardo Shaun Goater, MBE (* 25. Februar 1970 in Hamilton) ist ein ehemaliger bermudischer Fußballspieler und aktueller -trainer. Er spielte von 1989 bis 2006 bei verschiedenen englischen Vereinen. 

## Leben
Shaun Goater ist aufgewachsen in Hamilton, der Hauptstadt der Bermuda-Inseln. 1987 wurde er zur Saltus Grammar School football and basketball tour eingeladen. In diesen zwei Wochen spielte er gegen mehrere High School Teams aus England. Im selben Jahr ging er in die USA, um zu studieren, wo er ein Sportstipendium an der Columbia High School in New Jersey bekam. Er wurde von einem Scout von Manchester United entdeckt und wechselte in die Jugendmannschaft des Vereins.

## Spielerkarriere

### Verein
1989 bekam er seinen ersten Profivertrag bei Manchester United, schaffte es aber nicht in die erste Mannschaft, so dass er im selben Jahr zu Rotherham United wechselte. Bis 1996 spielte er 209-mal für Rotherham und schoss dabei 70 Tore. 1996 lehnte er Angebote des spanischen Vereins CA Osasuna und des südkoreanischen Erstligisten Suwon Samsung Bluewings ab, da er gerade in England geheiratet hatte. Stattdessen wechselte er nach Bristol City, wo er in 79 Spielen 43-mal traf.
Manchester City wurde auf den damals 28-Jährigen aufmerksam. In den folgenden fünf Jahren spielte er 197 Spiele und erzielte dabei 105 Tore. 2001 übernahm Kevin Keegan das Traineramt bei Manchester City. Goater profitierte sehr stark von Keegans Trainerarbeit. In der Saison 2001/02 schoss er mehr als 30 Tore und wurde damit der erste Manchester-City-Spieler seit 1972 (damals Francis Lee), dem dies gelang. Eine Saison später gab er bekannt, den Verein zu verlassen. In seinem letzten Spiel an der Maine Road lief er als Mannschaftskapitän auf.
Ab 1. August 2003 spielte Goater beim FC Reading. Der Präsident des Vereins, John Madejski, nannte dies den größten Transfer in Readings Geschichte. Doch kurz nach Beginn der Saison wechselte der damalige Trainer, Alan Pardew, zu West Ham United und der neue Trainer, Steve Coppell, plante nicht mit ihm als Stammspieler. In seiner zweiten und letzten Saison beim FC Reading kam er nur auf vier Einsätze und wurde an Coventry City ausgeliehen, wo er nur sechs Spiele machte.
2005 kündigte er den Vertrag beim FC Reading und wechselte in die League One, die dritte englische Liga, und spielte für ein Jahr bei Southend United. In 34 Spielen schoss er elf Tore. In seinem letzten Spiel spielte Southend United gegen seinen ehemaligen Klub Bristol City. Über 100 Manchester-City-Fans reisten nach Southend, um sein letztes Spiel zu sehen. Am 6. Mai 2006 gab er seinen Rücktritt als Fußballspieler bekannt. Southend United stieg auf und sein Schützling Freddy Eastwood wurde Torschützenkönig.
Nachdem Goater aufgehört hatte Fußball zu spielen, reiste er nach Bermuda zurück und wurde offiziell vom Prime Minister seines Landes empfangen. Eine Woche später spielte er ein Abschiedsspiel mit der Nationalmannschaft von Bermuda. 2005 erwarb er seine UEFA-B-Trainerlizenz und am 4. September 2006 gründete er mit zwei weiteren ehemaligen Nationalspielern Bermudas den Fußballklub Bermuda Hogges, der am US-amerikanischen Ligabetrieb teilnimmt. Goater ist Miteigentümer und auch Spieler des Vereins. Nach zwei Spielzeiten verließ er die Hogges und wechselte in die Bermudian Premier Division zu den North Village Rams. Dort spielte er für zwei Jahre als Spielertrainer, bevor er seine aktive Spielerkarriere im Winter 2010 beendete.

### Nationalmannschaft
Für die Nationalmannschaft von Bermuda spielte er insgesamt 36 mal. Sein erstes Spiel war 1987 gegen Kanada und sein letztes offizielles Spiel bestritt er 2003 gegen El Salvador. In diesen 36 Spielen schoss er 32 Tore.

## Trainerkarriere
Am 20. Dezember 2008 wurde er spielender Trainer der North Village Rams und wurde 2011 zum Trainer des Jahres geehrt. Goater trainierte den Verein aus North Village bis Januar 2013 und kehrte dann nach England zurück, wo er als Jugendtrainer in Devon arbeiten wird.

## Privates
Goater ist verheiratet mit seiner Jugendliebe und hat zwei Töchter. 2003 wurde er zum Member of the British Empire ernannt. Grund dafür waren seine Bemühungen, auf den Bermudas jungen Menschen Sport näher zu bringen und sie zu fördern. Seine Autobiographie, Feed the Goat: The Shaun Goater Story, erschien im September 2006.